# Austin Spurs
Austin Spurs (voorheen Austin Toros) is een Amerikaanse basketbalploeg uit Cedar Park die uitkomt in de NBA G League.

## Geschiedenis
De Columbus Riverdragons werden in 2005 verkocht en werden hierna verhuisd naar Austin waar ze speelden in de Austin Convention Center als de Austin Toros. Ze speelden twee seizoenen voordat ze gekocht werden door de San Antonio Spurs gedurende die twee seizoenen was Dennis Johnson coach en haalde de club nooit de play-offs. De clubkleuren werden veranderd en de ploeg was het tweede team in handen van een NBA club. In hun eerste seizoen in handen van de Spurs en onder coach Quin Snyder haalden ze meteen de finale van de play-offs door eerste te winnen van de Sioux Falls Skyforce. In de finale verloren ze van de Idaho Stampede.
Ook in het seizoen 2008/09 haalde de ploeg de play-offs, ze versloegen de Idaho Stampede maar verloren in de halve finale van de Colorado 14ers. Die prestatie werd herhaald een seizoen later waar er gewonnen werd van de Dakota Wizards maar verloren van de Rio Grande Valley Vipers. Voor het seizoen 2010/11 werd Brad Jones hoofdcoach en verhuisde de club naar Cedar Park Center in Cedar Park. In zijn eerste seizoen haalde de club niet de play-offs maar in zijn tweede seizoenen werden ze kampioen nadat ze de Erie BayHawks, Canton Charge en in de finale de Los Angeles D-Fenders versloegen.
Na het vertrek van Jones als coach werd Taylor Jenkins aangesteld, ze bereikte de halve finale in de play-offs nadat ze wonnen van de Bakersfield Jam maar verloren van de Santa Cruz Warriors. Voor het seizoen 2013/14 werd Ken McDonald aangesteld als nieuwe hoofdcoach. In zijn eerste seizoen haalde de club de play-offs niet. In 2014 veranderde de naam van de Austin Toros naar de Austin Spurs zoals de moederclub. In het seizoen 2014/15 haalde de club de halve finale in de play-offs nadat ze wonnen van de Bakersfield Jam maar verloren van de Santa Cruz Warriors net zoals twee seizoenen eerder. Ook in het seizoen 2015/16 werd hetzelfde resultaat bereikt, winnen werd er gedaan van de Rio Grande Valley Vipers en verliezen van de Los Angeles D-Fenders.
Voor het seizoen 2017/18 werd Blake Ahearn aangesteld als nieuwe coach. Meteen in zijn eerste seizoen werd de club voor en tweede keer kampioen nadat ze wonnen van de Rio Grande Valley Vipers, South Bay Lakers en in de finale van de Raptors 905. Hierna volgde twee seizoenen waarin de club geen play-offs speelde. Het laatste van deze twee werd stopgezet door de coronacrisis. In 2020 werd de Australische coach Matt Nielsen aangesteld maar werd er in de kwartfinale verloren van de Delaware Blue Coats. Na een seizoen werd hij vervangen door de Serviër Petar Božić maar onder hem kon de club twee seizoenen lang niet de play-offs halen. In het seizoen 2023/24 onder Will Voigt miste de club net de play-offs.
Voor het seizoen 2024/25 werd Scott King aangesteld als nieuwe hoofdcoach.

## Erelijst
- NBA G League-kampioen: 2012, 2018
- NBA G League Most Valuable Player Award: Marcus Fizer (2006), Justin Dentmon (2012)
- NBA G League Rookie of the Year Award: Alonzo Gee (2010)
- NBA G League Defensive Player of the Year Award: Derrick Zimmerman (2006)
- NBA G League Coach of the Year Award: Quin Snyder (2009)
- All-NBA G League First Team: Marcus Fizer (2006), Ian Mahinmi (2008), Marcus Williams (2009), Dwayne Jones (2010), Justin Dentmon (2012)
- All-NBA G League Second Team: Scott Merritt (2006), Jamar Smith (2006), B.J. Elder (2007), Andre Barrett (2008), Alonzo Gee (2010), Eric Dawson (2012), Cory Joseph (2013), Bryce Cotton (2015)
- All-NBA G League Third Team: Marcus Williams (2008), Curtis Jerrells (2010), Jaron Blossomgame (2018), Tre Jones (2021), Robert Woodard II (2021)

## Statistieken
| Seizoen      | Wins         | Verlies      | Play-offs    | Coach          |
| Austin Toros | Austin Toros | Austin Toros | Austin Toros | Austin Toros   |
| ------------ | ------------ | ------------ | ------------ | -------------- |
| 2005/06      | 24           | 24           |              | Dennis Johnson |
| 2006/07      | 21           | 29           |              | Dennis Johnson |
| 2007/08      | 30           | 20           | finale       | Quin Snyder    |
| 2008/09      | 32           | 18           | halve finale | Quin Snyder    |
| 2009/10      | 32           | 18           | halve finale | Quin Snyder    |
| 2010/11      | 22           | 28           |              | Brad Jones     |
| 2011/12      | 33           | 17           | Kampioen     | Brad Jones     |
| 2012/13      | 27           | 23           | halve finale | Taylor Jenkins |
| 2013/14      | 19           | 31           |              | Ken McDonald   |
| Austin Spurs |              |              |              |                |
| 2014/15      | 32           | 18           | halve finale | Ken McDonald   |
| 2015/16      | 30           | 20           | halve finale | Ken McDonald   |
| 2016/17      | 25           | 25           |              | Ken McDonald   |
| 2017/18      | 32           | 18           | Kampioen     | Blake Ahearn   |
| 2018/19      | 20           | 30           |              | Blake Ahearn   |
| 2019/20      | 24           | 18           |              | Blake Ahearn   |
| 2020/21      | 10           | 5            | kwartfinale  | Matt Nielsen   |
| 2021/22      | 13           | 19           |              | Petar Božić    |
| 2022/23      | 8            | 24           |              | Petar Božić    |
| 2023/24      | 20           | 14           |              | Will Voigt     |
| 2024/25      |              |              |              | Scott King     |

## Bekende (oud-)spelers
| - Tony Parker - Sidy Cissoko - Amida Brimah - Jermaine Beal - JaMychal Green | - Keldon Johnson - Derrick White - Marcus Zegarowski - Dominique Archie - Trent Strickland | - Thomas Gardner - Loren Woods - Darius Washington Jr. |